# IC 2461
IC 2461 ist eine Spiralgalaxie vom Hubble-Typ Sb im Sternbild Luchs am Nordsternhimmel. Sie ist schätzungsweise 100 Millionen Lichtjahre von der Milchstraße entfernt.
Das Objekt wurde am 2. April 1900 von Stéphane Javelle entdeckt.